# Ahmad Sirhindi
Aḥmad Sirhindī (1564, Sirhind, Patiala - 1624, Sirhind, India) fue un teólogo y asceta indio, responsable del reavivamiento del sunismo en la India.
Después de recibir una educación tradicional musulmana, se unió a una importante organización sufi y se dedicó a predicar en contra de las tendencias de Akbar y su hijo Jahangir, hacia el panteísmo y el chiismo. Sus criterios aparecen detallados en su más famosa obra, Maktūbāt, que es una recopilación de sus cartas.
Rastreó su ascendencia desde Umar ibn al-Jattab. El lugar donde fue enterrado en Sirhind, es un sitio de peregrinaje.
- Datos: Q2493613